# 約翰一書
《約翰一書》或譯《若望一書》（希臘語：ΙΩΑΝΝΟΥ Α΄），是《新約聖經》中的第23卷書，屬於“大公書信”中最前寫成的第四卷。
《約翰一書》主題：神聖生命的交通。

## 作者和可信度
約翰一書與《約翰福音》在文體上頗相似，因此可能是來自於同一個作者，即福音書作者約翰。例如，他在信的起頭提及自己曾親眼見過“生命之道⋯⋯原與父同在、且顯現與我們那永遠的生命”，這與約翰福音的序言頗相似。
這本書的真確性受到穆拉托里殘片及諸如伊里奈烏斯、波利卡普和帕皮亞斯等第二世紀的早期作家所支持。據優西比烏（約公元260–342年）所說，約翰一書的真確性從未受人質疑。
有些較古老的譯本在約翰一書5:7的結尾部分和5:8的開頭部分加上了以下一句話：“在天上⋯⋯有父、道和聖神：這三位是合一的。在地上作見證的有三樣。”（《英王欽定版》）可是，這節經文從沒有在任何早期的希臘文手抄本裏出現過。因此這節經文可能是有些人為了支持三位一體的教義而杜撰的。大部分現代譯本，無論是天主教或是新教出版的聖經譯本，均沒有把這句話包括在聖經的正文中。

## 写作目的
約翰寫這封信的目的是要保護他所“親愛的”“小子們”，幫助他們抗拒“好些敵基督者”所提倡的謬誤道理。這些敵基督者是從他們中間出去的，並且試圖引誘他們離棄真理。（2:7-18）
這些叛道的敵基督者很可能被希臘的哲學思想，包括早期的諾斯替教所影響。諾斯替教的信徒聲稱自己從上帝接獲若干玄秘的特别知識。約翰堅決反對叛道，他在信中廣泛地討論三個主題：罪、愛心和敵基督者。他論及罪和支持耶穌的贖罪祭的話顯示敵基督者自以為義地聲稱自己是無罪的，因此無須倚賴耶穌的贖價祭物。這種以自我為中心的“知識”使他們變成自私自利，毫無愛心。所以約翰再三强調真正基督徒的愛心，藉此揭發敵基督者的惡劣情況。再者，約翰闡明耶穌就是基督，祂在降世為人之前即已存在；祂以肉身來到世上，以上帝兒子的身分為相信的人提供拯救的安排。顯然約翰是要藉此推翻敵基督者的謬誤信仰。約翰將這些偽教師稱為“敵基督者”，並列出若干方法將上帝的兒女和魔鬼的兒女辨别出來。

## 主要内容

### 要行在光明而非黑暗中
（覆蓋約翰一書1章1節至2章29節）約翰說：“我們將這些話寫給你們，使我們的喜樂充足。”既然“上帝就是光”，唯獨“在光明中行”的人才可以“與上帝相交”，並且彼此相交。他們可以藉“祂兒子耶穌的血”洗淨一切的罪。在另一方面，那些“仍在黑暗裏行”而聲稱“自己無罪”的人其實是自欺，真理並不在他們心裏。但他們若承認自己的罪，上帝便會信實地寬恕他們。
約翰表明耶穌基督是「在父那裏的幫助者」（《新世》），祂為罪作了“挽回祭”。人若自稱認識上帝，卻不遵守祂的誡命，便是説謊了。人若愛弟兄，就是住在光明裏；但人若恨弟兄，就是在黑暗裏行。約翰語重心長地勸勉基督徒不要愛世界和世上的事，因為正如他說：“人若愛世界，愛父的心就不在他裏面了。”約翰解釋有許多敵基督者已經出現，“他們從我們中間出去”，因為他們“不是屬我們的”。敵基督者否認耶穌是基督，甚至不認父和子。約翰勸勉“小子們”要持守他們從起初所學到的真理，這樣他們便能够憑着從主所受的真正恩膏“住在子裏面，也住在父裏面”。

### 上帝的兒女不會慣常犯罪
（覆盖約翰一書3章1至24節）憑着上帝的慈愛，他們得以稱為“上帝的兒女”。在上帝顯現時，他們會成為像祂一樣，並且“得見祂的真體”。罪就是不法，凡與基督保持聯合的，就不會慣常犯罪。慣常犯罪的人是出於魔鬼的，上帝的兒子必定會除滅魔鬼的作為。上帝的兒女和魔鬼的兒女憑此顯明出來：凡從上帝生的，就會彼此相愛。但一切屬那惡者的，就像仇視和殺害親弟的該隱一般。約翰指出，“小子們”因為“主為他們捨命”而認識了愛，並且勸勉他們不要對弟兄們“塞住憐恤的心”。他們要彼此“相愛，不要只在言語和舌頭上，總要在行為和誠實上”。
為了辨明他們是否真正“屬真理”，他們必須
- 檢討自己的心，看看他們是否正“行上帝所喜悦的事”。
- 遵守上帝的命令，「信祂兒子耶穌基督的名及彼此相愛」。由此他們便知道自己與上帝保持聯合，上帝也藉聖靈與他們同在。[9]

### 與上帝聯合而彼此相愛
（覆蓋約翰一書4章1節至5章21節）要試驗一切受感示的言論。凡是否認基督曾以肉身降世的言論都“不是出於上帝”而是出自敵基督者的。這些人出於世界，並且與世界打成一片。但受感示的真理之言卻出於上帝。約翰說：“上帝就是愛，”又說，“不是我們愛上帝，乃是上帝愛我們，差祂的兒子為我們的罪作了挽回祭，這就是愛了。”因此，我們的確有義務要彼此相愛！愛别人的，上帝便會與他們保持聯合，使愛在他們裏面得以完全。這會將懼怕除去，使他們能够“暢所欲言”。約翰說：“我們愛，因為上帝先愛我們。⋯⋯愛上帝的，也當愛弟兄。”
表現愛心作上帝的兒女意味到要遵守上帝的誡命，藉此可以憑着信心戰勝世界。相信上帝兒子的人，上帝作證祂要賜他們“永生，這永生也是在祂兒子裏面”的。堅信若按照上帝的旨意求什麼，祂必定會聽。雖然所有不義的事都是罪，然而也有一種不至於死的罪。凡從上帝生的，必不慣常犯罪。儘管“全世界都臥在那惡者手下，⋯⋯上帝的兒子已經來到”，並且把“智慧”賜給他的門徒，使他們可以認識真實的上帝，「藉着祂的兒子耶穌基督」與他聯合。因此，他們務要自守，遠避偶像！

### 阅读圣经
- （页面存档备份，存于） （繁體中文）
- （页面存档备份，存于） （简体中文）
- 基督教文藝出版社藏書 （页面存档备份，存于） 香港浸會大學圖書館 華人基督教文獻保存計劃
- 思高聖經學會藏書 (The Studium Biblicum OFM Collections) （页面存档备份，存于）香港浸會大學圖書館 華人基督教文獻保存計劃